# Edward A. Murphy Jr.
Pour les articles homonymes, voir Edward Murphy et Murphy.

Edward Aloysius Murphy Jr. (11 janvier 1918 – 17 juillet 1990) est un ingénieur en aérospatiale américain qui a travaillé sur la sûreté de fonctionnement de systèmes critiques et qui est principalement connu pour le principe qui porte son nom, la loi de Murphy.

## Biographie
Né dans la zone du canal de Panama en 1918, Murphy est l'aîné d'une famille de cinq enfants. Après sa scolarité dans le New Jersey, il est admis à l'académie militaire de West Point dont il sort diplômé en 1940. La même année, il s'engage dans l'United States Army et, en 1941, commence un entraînement de pilote dans les rangs de l'United States Army Air Corps. Durant la Seconde Guerre mondiale, il sert sur le théâtre d'opérations du Pacifique en Inde, en Chine et en campagne de Birmanie, atteignant le grade de major.
Après la guerre, en 1947, Murphy intègre l'Air Force Institute of Technology où il devient officier en R&D au Wright Air Development Center de la Wright-Patterson Air Force Base. 

## Source
- (en) Cet article est partiellement ou en totalité issu de l’article de Wikipédia en anglais intitulé « Edward A. Murphy, Jr. » (voir la liste des auteurs).